# Benassi Bros
Benassi Bros er et italiensk DJ-gruppe, der specialiserer sig i techno, dance og house. Benassi Bros (kort for "brødre") består, på trods af navnet, af de to fætre Benny Benassi og Alle Benassi.